# 켄터키 더비

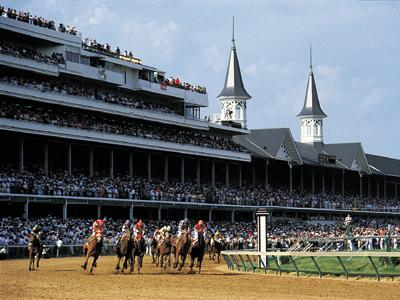

켄터키 더비(Kentucky Derby)는 미국 켄터키주 루이빌 처칠다운스에서 열리는 경마 경주이다. 1875년 처음으로 개최되었으며, 이 대회를 비롯하여 벨몬트 스테이크스, 프리크니스 스테이크스 등 3대 경마 대회에서 모두 우승한 말을 삼관마라고 부른다.